# Cộng hòa miền Nam Việt Nam
Chính phủ Cách mạng Lâm thời Cộng hòa miền Nam Việt Nam (tiếng Anh: Provisional Revolutionary Government of the Republic of South Vietnam) là một chính phủ lâm thời có vũ trang ở miền Nam Việt Nam tồn tại song song với chính thể Việt Nam Cộng hòa bắt đầu từ ngày 6 tháng 6 năm 1969 đến ngày 30 tháng 4 năm 1975, quản lý các vùng lãnh thổ bên ngoài khả năng kiểm soát bởi Việt Nam Cộng hòa và là chính phủ đối lập với chính phủ của Việt Nam Cộng hòa. Chính thể này thành lập bởi Đại hội đại biểu quốc dân miền Nam tổ chức trong ba ngày 6 đến 8 tháng 6 năm 1969 trong đó thông qua bản Nghị quyết cơ bản thành lập Chính phủ Cách mạng Lâm thời Cộng hòa miền Nam Việt Nam, xác nhận rõ đây không phải một nước mà là một chính thể.
Sau khi Việt Nam Cộng hòa sụp đổ vào ngày 30 tháng 4 năm  1975 thì Chính phủ Cộng hòa miền Nam Việt Nam tiếp quản toàn bộ lãnh thổ miền Nam Việt Nam và là chính phủ hợp pháp của toàn bộ vùng lãnh thổ này. Ngày 2 tháng 7 năm 1976, Việt Nam Dân chủ Cộng hòa (miền Bắc) và Cộng hòa miền Nam Việt Nam hợp nhất thành Cộng hòa xã hội chủ nghĩa Việt Nam.

## Lịch sử
Tham gia Đại hội thành lập chính phủ vào tháng 6 năm 1969 tại căn cứ Bắc Tây Ninh là Mặt trận Dân tộc Giải phóng miền Nam Việt Nam do Đảng Nhân dân Cách mạng Việt Nam lãnh đạo và một số nhóm nhỏ hơn, trong đó có Liên minh các Lực lượng Dân tộc, Dân chủ và Hòa bình Việt Nam.
Theo tài liệu của Cộng hòa xã hội Chủ nghĩa Việt Nam thì chính phủ của Cộng hòa miền Nam Việt Nam được 75 quốc gia công nhận vào cuối tháng 5 năm 1975.
Tháng 7 năm 1975, cả hai nước Cộng hòa miền Nam Việt Nam và Việt Nam Dân chủ Cộng hòa nộp đơn gia nhập Liên Hiệp Quốc. Tháng 8, Mỹ bỏ phiếu chống việc gia nhập này. Theo một bài viết trên BBC tiếng Việt, việc phủ quyết được đánh giá là đã chấm dứt lộ trình dài 12–14 năm thống nhất hai nước, thúc ép cả hai nước mau chóng tiến hành thống nhất. Tuy nhiên theo hồi ký của bà Nguyễn Thị Bình, việc thống nhất đã được đưa ra bàn luận từ rất sớm và sau cùng ý kiến nhất trí cho rằng nên thực hiện thống nhất đất nước hoàn toàn về các mặt càng sớm càng tốt. 
Tháng 2 năm 1976, chính phủ Cộng hòa miền Nam Việt Nam ra Nghị định về việc giải thể khu, hợp nhất tỉnh ở miền Nam, sau khi sắp xếp lại có 21 tỉnh thành.
Ngày 2 tháng 7 năm 1976, thống nhất với miền Bắc tạo nên nước Việt Nam thống nhất.

## Chính trị
Chủ tịch Chính phủ Huỳnh Tấn Phát là người lãnh đạo chính phủ. Chủ tịch Hội đồng cố vấn Nguyễn Hữu Thọ và Phó Chủ tịch Hội đồng cố vấn Trịnh Đình Thảo không có nhiều thực quyền. 